# Ivan Mohorič
Ivan Mohorič, slovenski pravnik, politik, gospodarstvenik in zgodovinopisec, * 12. maj 1888, Idrija, † 4. oktober 1980, Ljubljana.
Mohorič je končal gimnazijo v Ljubljani (1908) nato je v Pragi študiral pravo. Po prvi svetovni vojni se je zaposlil  pri Zbornici za trgovino, obrt in industrijo v Ljubljani in postal julija 1931 njen generalni tajnik. Leta 1925 je bil pomočnik ministra za gozdarstvo in rudarstvo, 1926–1928 oblastni poslanec, 1930 član občinskega sveta v Ljubljani; 1931 je bil v radovljiškem okraju izvoljen za narodnega poslanca, od januarja do junija 1932 je bil pomočnik ministra za trgovino in industrijo vlade v Beogradu ter od julija do novembra 1932  minister istega resora. Mohorič je v dvajsetih in tridesetih letih 20. stoletja je sodeloval kot izvedenec ali delegat pri vrsti mednarodnih gospodarskih konferenc in pogajanj.
Po drugi svetovni vojni je postal znanstveni sodelavec EF v Ljubljani. V obdobju med obema vojnama je napisal vrsto člankov in razprav o carinskih gospodarskih, prometnih in trgovskih vprašanjih, organizaciji gospodarske statistične službe ter o gospodarskih zbornicah.
Mohorič je prvo zgodovinopisno študijo o razvoju kreditnega zadružništva objavil leta 1914. Študiju gospodarske zgodovine pa se je popolnoma posvetil po 2. svetovni vojni. Na to temo je napisal več knjig. Med njimi so najpomembnejše: Industrializacija Mežiške doline (1954), Zgodovina industrije, gozdarstva in obrti v Tržiču I-II (1957, 1965), Rudnik živega srebra v Idriji (1960), Zgodovina železnic na Slovenskem (1968), Dva tisoč let železarstva na Gorenjskem I-II (1969, 1970), Problemi inn dosežki rudarjenja na Slovenskem I-II (1978).